# Polyamblyodon gibbosum
Polyamblyodon gibbosum és un peix teleosti de la família dels espàrids i de l'ordre dels perciformes.

## Morfologia
Pot arribar als 60 cm de llargària total.

## Alimentació
Menja invertebrats, principalment crustacis i mol·luscs.

## Distribució geogràfica
Es troba a les costes occidentals de l'oceà Índic: des de Beira (Moçambic) fins a Sud-àfrica i Madagascar.